# Megachile tsurugensis
Megachile tsurugensis là một loài Hymenoptera trong họ Megachilidae. Loài này được Cockerell mô tả khoa học năm 1924.